# 奢比尸

明朝，胡文煥《山海經圖》。

圖出自《古今圖書集成·博物彙編·神異典·第二十九卷》。

奢比屍，或稱奢比，半人半獸的妖怪，為仙或神被殺之後其靈魂不死，以尸的形態繼續活動。

## 記載
- 《山海經·大荒東經》說它是神，長著人的頭顱和野獸的身體，一對大耳朵上戴著兩條青蛇，名字叫奢比屍。[1]
- 《山海經·海外東經》提到了奢比之屍就是肝榆之屍。[2]